# I'm Not Cool
I'm Not Cool é o sétimo extended play (EP) da cantora e compositora sul-coreana HyunA. Foi lançado em 28 de janeiro de 2021, por P Nation e distribuído por Kakao M. O EP consiste em cinco faixas, incluindo a faixa-título de mesmo nome e seu single digital anterior "Flower Shower".

## Histórico
Em janeiro de 2021, o P Nation anunciou que seu primeiro retorno de artista em 2021 seria o primeiro EP de Hyuna para a gravadora, e o sétimo EP no geral, I'm Not Cool com a faixa-título de mesmo nome. O EP inclui o primeiro single de Hyuna após assinar com o P Nation, "Flower Shower".

## Lançamento
O EP foi lançado em 28 de janeiro por meio de muitos serviços de música online coreanos, incluindo Melon. Para o mercado global, o álbum foi disponibilizado no iTunes. Também foi lançado em formato físico. Em sua conta pessoal no Instagram, a cantora revelou que o videoclipe do single "Good Girl" será lançado em 3 de fevereiro de 2021.

## Vídeo de música
Em 26 de janeiro, um primeiro teaser para o videoclipe de "I'm Not Cool" foi lançado. No dia seguinte, o segundo teaser do videoclipe foi lançado. Em 28 de janeiro, o videoclipe oficial de "I'm Not Cool" foi lançado.

## Promoção
Hyuna realizou o primeiro comeback stage para o álbum durante M Countdown da Mnet em 28 de janeiro, onde ela cantou a faixa-título. Em 29 de janeiro, Hyuna apresentou a faixa-título no Music Bank da KBS e no You Hee-yeol's Sketchbook. Em 30 de janeiro, Hyuna apresentou a faixa-título no Show! Music Core da MBC. Em 31 de janeiro, Hyuna cantou a faixa-título no Inkigayo da SBS.

## Lista de músicas
Créditos adaptados da lista de faixas  e Melon.
| N.º            | Título                           | Letras         | Música                    | Arranjo                               | Duração |  |
| 1.             | "I'm Not Cool"                   | Psy Hyuna Dawn | Yoo Geon-hyeong Space One | Yoo Geon-hyeong Space One Slyme Young | 2:54    |  |
| 2.             | "Good Girl"                      | Hyuna          | Caesar & Loui Maya Keuc   | Caesar & Loui                         | 3:05    |  |
| 3.             | "Show Window"                    | Yummy Tone     | Yummy Tone                | Yummy Tone                            | 3:10    |  |
| 4.             | "Party, Feel, Love (feat. Dawn)" | Yorkie Dawn    | Devine Channel Tyb Dawn   | Devine Channel                        | 3:30    |  |
| 5.             | "Flower Shower"                  | Psy Hyuna      | Psy Yoo Geon-hyeong       | Space One                             | 3:08    |  |
| Duração total: | Duração total:                   | Duração total: | Duração total:            | Duração total:                        | 15:07   |  |

## Desempenho gráfico
| Gráfico                  | Melhor Posição |
| ------------------------ | -------------- |
| Gaon Weekly albums chart | 17             |

## Histórico de lançamento
| Região | Data                  | Formato                       | Rótulo           | Ref.  |
| ------ | --------------------- | ----------------------------- | ---------------- | ----- |
| Vários | 28 de janeiro de 2021 | CD digital download streaming | P Nation Kakao M | [ 1 ] |